# Olympische Sommerspiele 2008/Teilnehmer (Zypern)
| Gelbes Symbol für Goldmedaillen mit stilisierten Olympischen Ringen | Graues Symbol für Silbermedaillen mit stilisierten Olympischen Ringen | Braundes Symbol für Bronzemedaillen mit stilisierten Olympischen Ringen |
| ------------------------------------------------------------------- | --------------------------------------------------------------------- | ----------------------------------------------------------------------- |
| —                                                                   | —                                                                     | —                                                                       |

Zypern war mit der Teilnahme an den Olympischen Sommerspielen 2008 in Peking insgesamt zum achten Mal bei Olympischen Sommerspielen vertreten. Die erste Teilnahme war 1980. 17 Athleten traten in fünf verschiedenen Sportarten an. Tennisspieler Marcos Baghdatis verletzte sich unmittelbar vor den Spielen am Handgelenk und konnte nicht teilnehmen. Fahnenträger der Eröffnungsfeier war Georgios Achilleos.

## Teilnehmer nach Sportarten

### Bogenschießen
Frauen:
- Elena Mousikou

### Gewichtheben
Männer:
- Dimitris Minasidis (Klasse bis 69 kg)

### Leichtathletik
Männer:
- Kyriakos Ioannou (Hochsprung)

Frauen:
- Eleni Artymata (200 m)
- Anna Foitidou (Stabhochsprung)
- Alissa Kallinikou (400 m)
- Paraskevi Theodorou (Hammerwerfen)
- Alexandra Tsisiou (Speerwerfen)

### Schießen
Frauen:
- Andri Eleftheriou (Skeet)

Männer:
- Georgios Achilleos (Skeet)
- Andonis Nikolaidis (Skeet)

### Schwimmen
Frauen:
- Anna Stylianou (100 m Freistil)
- Natalia Chatziloizou (100 m Schmetterling)

### Segeln
Frauen:
- Gavriella Chadjidamianou (Windsurfen)

Männer:
- Andreas Kariolou (Windsurfen)
- Pavlos Kontides (Laser)
- Haris Papadopoulos (Finn-Dinghy)